# 津巴布韦非洲民族联盟
津巴布韦非洲民族联盟，是反抗罗德西亚白人少数统治的社会主义武装组织，1963年分裂自津巴布韦非洲人民联盟。1975年，该组织分裂为辛巴威非洲民族聯盟—愛國陣線和津巴布韦非洲民族联盟-恩东加。